# Cyrtodactylus hantu
Cyrtodactylus hantu — вид ящірок з родини геконових (Gekkonidae). Описаний у 2021 році.

## Назва
Видовий епітет hantu посилається на малайське слово, яке означає «привид». Автори таксона вибрали цей епітет з двох причин: (1) вид був знайдений навколо покинутого курорту Пелагус, який лежить посеред тропічного лісу; (2) маскувальні характеристики цього виду дозволили йому сховатися від науковців.

## Поширення
Ендемік Малайзії. Поширений у штаті Саравак на півночі Калімантану.